# Isaac van der Mije
Isaac van der Mije (Delft, december 1602– aldaar, 6 juni 1656) was een Nederlandse jezuïet. Als schilder en als buurman was hij mogelijk een leermeester van Johannes Vermeer.

## Biografie
Van der Mije werd in december 1602 geboren in Delft als zoon van Willem van der Mije, een stoffenhandelaar, en Alexandrina Laurens. Vanaf zijn negende wijdde hij zich ongeveer acht tot negen jaar aan de schilderkunst. Hij begon in Herentals met een studie klassieke talen. Na het overlijden van zijn vader liet hij zijn erfenis na aan de Sociëteit van Jezus en trad in 1623 toe tot de jezuïetenorde. Na zijn theologische studie in Leuven (1632-1636) werd hij tot priester gewijd en uitgezonden naar Holland. In 1639 begon hij zijn missie in Nederland, waar hij actief was als leraar, predikant, en aalmoezenier in verschillende plaatsen, waaronder Alkmaar, Hoorn, Bodegraven, Rhoon en Delft. In Delft liet hij in de Jezuïtische schuilkerk een kerkzaal bouwen met ruimte voor zevenhonderd kerkgangers.
Naast zijn werk als geestelijke, was Van der Mije ook actief als dichter, schilder en mogelijk als muzikant. Tussen 1644 en 1651 publiceerde hij meerdere gedichten, waaronder een hommage aan de dichter Caspar van Kinschot. Zijn schilderkunst is minder gedocumenteerd, maar enkele werken worden indirect aan hem toegeschreven. Hij overleed op 6 juni 1656 in zijn geboortestad.

## Mogelijke relatie met Vermeer
Van der Mije was mogelijk een leermeester van Johannes Vermeer. Van der Mije kwam in 1650 naar Delft, waar hij buurman van Vermeer zou zijn geweest. Vermeer schilderde zijn vroege werken, zoals Christus in het huis van Martha en Maria en Diana en haar nimfen, rond 1655-1656, wat samenviel met de aanwezigheid van Van der Mije.